# Ancoramar
Ancoramar es un restaurante ubicado en el centro de la ciudad de Río de Janeiro, Brasil. Está ubicado en la Plaza Marechal Ancora y está especializado en pescado y mariscos. El nombre es una referencia a la plaza donde se ubica el restaurante. 
El restaurante fue inaugurado el 12 de noviembre de 1933. Cuenta con un sofisticado bar en el piso bajo y dos pisos. Ancoramar ofrece a sus clientes una vista privilegiada de la bahía de Guanabara habiendo recibido varios premios por tener la mejor vista de la ciudad.
En 1908 se inauguró, con la finalidad de organizar el antiguo mercado del Largo do Moura, el Mercado Municipal de la Plaza XV. El complejo tenía una planta cuadrada con pabellones longitudinales y cinco torreones octogonales, la mayor de las cuales se levantaba al centro. El antiguo Restaurante Albamar fue inaugurado el 12 de noviembre de 1933 en una de las torres del complejo.

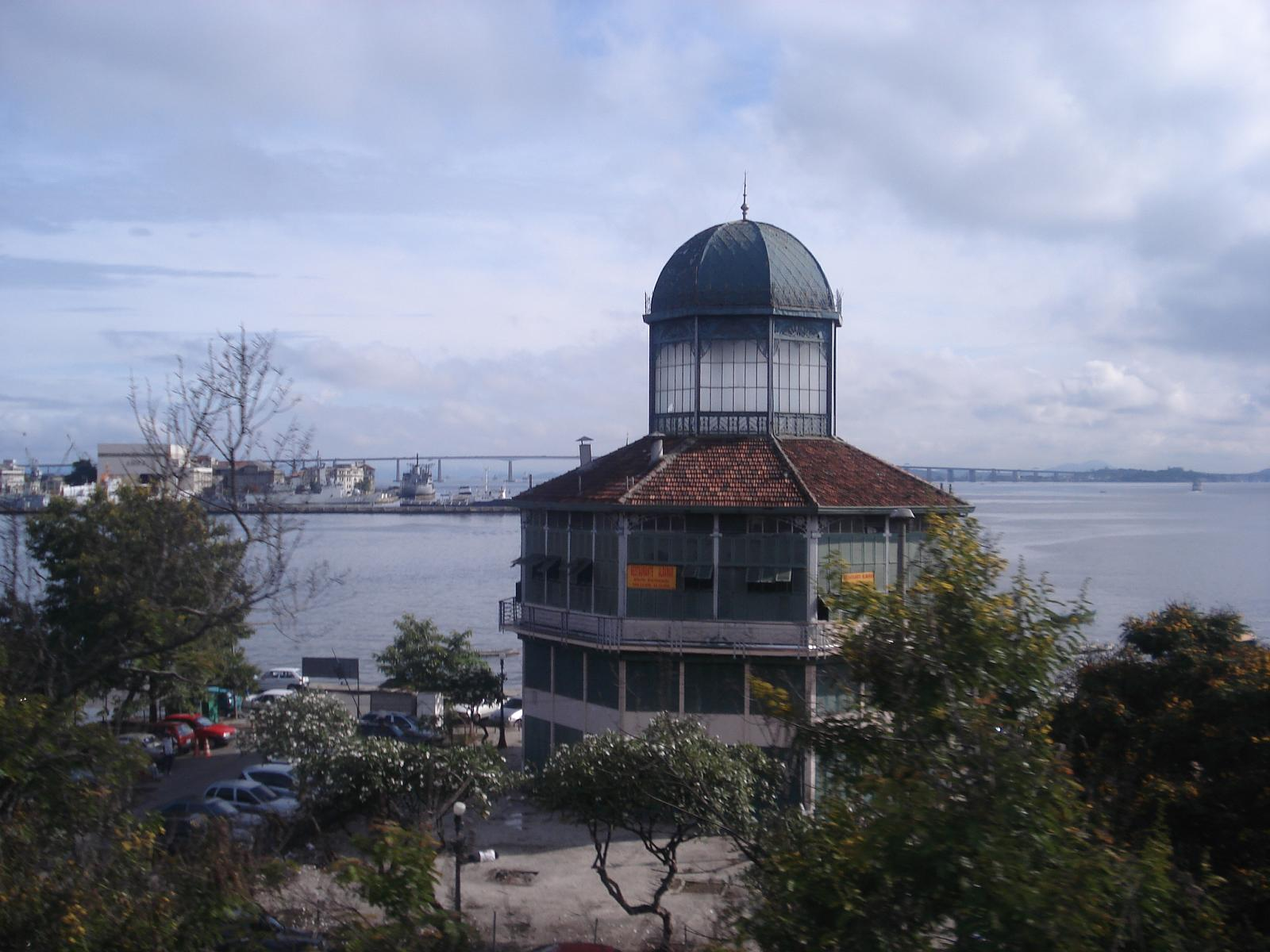
Pabellón remanente de la demolición del Mercado Municipal, que hoy alberga Ancoramar.

En los años 50, el mercado fue demolido para dar lugar a la construcción del Elevado da Perimetral con excepción el pabellón donde se localizaba Albamar, que fue declarado patrimonio histórico en 1962 por el IPHAN. En 1964, el interior del restaurante fue reformado siguiendo un proyecto del arquitecto Roberto da Costa Soares.
En 2016, luego de la demolición del Elevado da Perimetral y la revitalización de la Plaza Marechal Âncora, el restaurante, además de cambiar de nombre a "Ancoramar", inauguró un lujoso bar en el piso bajo.